# 지민 (배우)
지민(본명: 김지민)은 대한민국의 배우이다.

## 학력
- 용인대학교 대학원

## 출연작

### 영화
- 《백두산》 (2019년) - 인솔 군인 역
- 《황구》 (2014년) - 김한구 역[2]
- 《창수》 (2013년) - 보석점원 역
- 《아이리스 2: 더 무비》 (2013년) - 제이미 역
- 《전우치》 (2009년) - 황색한복 3 역
- 《두 얼굴의 여친》 (2007년) - 남극대원 역
- 《6월의 일기》 (2005년) - 최해준 역
- 《텔 미 썸딩》 (1999년) - 소년 동생 역

### 드라마
- 《아스달 연대기》 (2019년, tvN) - 거매 역
- 《크리미널 마인드》 (2017년, tvN) - 최호성 역
- 《아이리스 2》 (2013년, KBS2) - 제이미 역[3]
- 《각시탈》 (2012년, KBS2) - 안섭 역
- 《무사 백동수》 (2011년, SBS) - 마장 역
- 《야차》 (2010년, OCN) - 가토 역

### 뮤직비디오
- 토니안 - 유추프라카치아
- 프리스타일 - Play boy
- 마스코타 블루 - Merry Tears
- 마스코타 블루 - Love is gone
- 투포케이 - 빨리와